# Liste der Monuments historiques in Buxeuil (Vienne)
Die Liste der Monuments historiques in Buxeuil (Vienne) führt die Monuments historiques in der französischen Gemeinde Buxeuil auf.

## Liste der Bauwerke
| Bezeichnung                | Beschreibung                           | Standort | Kennzeichnung | Schutzstatus | Datum | Bild |
| -------------------------- | -------------------------------------- | -------- | ------------- | ------------ | ----- | ---- |
| Château de la Roche-Amenon | Schloss, erbaut im 18./19. Jahrhundert | (Lage)   | PA00105369    | Inscrit      | 2004  |      |

## Liste der Objekte
- Monuments historiques (Objekte) in Buxeuil (Vienne) in der Base Palissy des französischen Kultusministeriums